# Resina de Merrifield

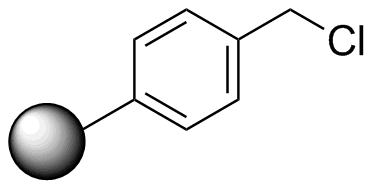
Resina de Merrifield

La resina de Merrifield és una resina de poliestirè reticulada que conté un grup funcional de clorometil. La resina de Merrifield porta el nom del seu inventor, Robert Bruce Merrifield (guanyador del Premi Nobel de Química el 1984), i s'utilitza en síntesi en fase sòlida. Aquestes perles poden inflar-se en dissolvents adequats (acetat d'etil, DMF, DMSO), el que permet que els reactius substitueixin els substituts del clorur.
La resina de Merrifield pot ser preparada per clorometilació de poliestirè o per la copolimerització d'estirè i 4-vinilbenzil clorur.

## Estructura i propietats
El portador és un granet de poliestirè incolor o groguenc amb un grau de reticulació de l'1%. La mida de partícula per a la síntesi de pèptids i molècules petites és típicament de 75-150 μm (100-200 mesh), però també hi ha partícules de 38-75 µm (200-400 mesh) amb un grau de reticulació del 2%. Les partícules que s'utilitzen com a trampes solen ser més grans: microporoses 150-300 μm (50-100 mesh) o 75-150 μm (100-200 mesh) amb un grau de reticulació de l'1-2%; o macroporoses 150-300 μm (50-100 mesh) i més amb un grau de reticulació del 6-60%.
La resina microporosa de Merrifield s'infla en clorur de metilè, dimetilformamida, tetrahidrofurà, dioxà i àcid trifluoroacètic (> 4 ml / g). Al contrari, els grànuls macroporosos no s'inflen i es poden utilitzar en una àmplia gamma de dissolvents.

## Ús
S'utilitza per a la immobilització de compostos que contenen grups carboxil i hidroxil per a la posterior síntesi de compostos que contenen aquests grups. La resina ha trobat una àmplia aplicació en la síntesi de pèptids, així com per a la preparació de diversos derivats de resines.

## Precaucions
No s'ha de barrejar la resina en un agitador magnètic, ja que això redueix la reducció de la mida de les partícules i la possibilitat d'obstruir els filtres. És preferible emmagatzemar la resina en un lloc sec, però no necessita una cura especial.